# 圣普安湖
圣普安湖（法語：Lac de Saint-Point，法語發音：[lak də sɛ̃ pwɛ̃]）是法国杜省蓬塔利耶附近的湖泊。该湖面积5.2平方公里，是法国最大的天然湖泊之一。